# Tom Nolan
Tom Nolan (n. 27 iulie 1921 – d. 17 august 1992) a fost un om politic irlandez, membru al Parlamentului European în perioada 1973 din partea Irlandei. 
1. 1 2  Thomas (‘Tom’) Nolan, Dictionary of Irish Biography
2. 1 2 3 4 5 6   https://www.oireachtas.ie/en/members/member/Thomas-Nolan.S.1961-12-14 Lipsește sau este vid: |title= (ajutor)
3. ↑   http://www.assembly.coe.int/nw/xml/AssemblyList/MP-Details-EN.asp?MemberID=1049 Lipsește sau este vid: |title= (ajutor)